# Шварцман, Викторий Фавлович
Викто́рий Фа́влович Шва́рцман (22 июля 1945, Нижний Тагил — 27 августа 1987, Москва) — советский астрофизик.

## Биография
Его родители — врач-пульмонолог Ревекка Моисеевна, из потомственной врачебной семьи, и Фавл Лейбович Шварцман (1909—?), инженер в области самолётных двигателей и сын главного инженера заводов Hispano-Suiza в Буа-Коломбе, уроженцы Бессарабии, переехали в Советский Союз из Франции в 1933 году. До 1953 года семья жила в Жуковском, затем переехала к родственникам матери в Черновцы, где Викторий в 1962 году окончил среднюю школу.
Выпускник физического факультета МГУ 1968 года. Член ВЛКСМ (1959—1973). Ученик Я. Б. Зельдовича. В 1971 защитил кандидатскую диссертацию. Работал в Государственном астрономическом Институте при Московском университете и в Специальной астрофизической обсерватории (Зеленчук), руководил группой релятивистской астрофизики. Работы в области теории аккреции на чёрные дыры и нейтронные звёзды, теории реликтового излучения и двойных звёздных систем. Исследовал проблему поиска внеземных цивилизаций. Занимался также другими вопросами астрономии. Интересовался философией, культурой. Писал стихи. Трагически ушел из жизни (покончил с собой).

## Публикации
- ADS NASA (Имеется два соавтора: V.V. и V.O.)
- SPIRES